# قرار مجلس الأمن التابع للأمم المتحدة رقم 1821
قرار مجلس الأمن التابع للأمم المتحدة رقم 1821 المتخذ بالإجماع في 27 يونيو 2008م.

## القرار
جدد مجلس الأمن تفويض قوة مراقبي الأمم المتحدة لفض الاشتباك لمدة ستة أشهر حتى 31 ديسمبر 2008م، والتي تشرف على وقف إطلاق النار بين إسرائيل وسوريا منذ عام 1974م.
وباتخاذ القرار 1821 (2008) بالإجماع، دعا المجلس إلى تنفيذ قراره 338 لعام 1973م، الذي يتطلب مفاوضات فورية بين الطرفين بهدف إقامة سلام عادل ودائم في الشرق الأوسط.
في تقريره الأخير عن قوة الأمم المتحدة لمراقبة فض الاشتباك، أوصى الأمين العام بان كي مون بتمديد القوة، مشيرًا إلى أنه في حين أن الوضع في مرتفعات الجولان كان «هادئًا بشكل عام» وأن إسرائيل وسوريا قد أجرتا محادثات سلام غير مباشرة، لا تزال المنطقة ككل متوترة. كما لفت السيد بان كي مون الانتباه إلى ما يقرب من 15 مليون دولار من التقييمات غير المسددة لتمويل البعثة.

## روابط خارجية
- </img>
- نص القرار في undocs.org